# 端復初
端復初（1321年—1373年），亦稱端木復初，字以善，江蘇南京溧水人，為子貢後人。明朝政治人物。
常遇春鎮守金華的時候，招募其為幕下。之後很快辭去。朱元璋之後召為徽州府經歷，后帶領當地百姓耕田并清除當地弊害。此後升任磨勘司令，其為人正直嚴厲，外人不敢徇私。其屬下貪污，而其仍然以清白免受牽連。洪武四年，被任為刑部尚書。之後出任湖廣參政，解決流民問題，后因事連坐召還。其子端孝文、端孝思先後出使朝鮮，當地人立“雙清館”以紀念。